# Claus Henßge
Claus Henßge (ur. 3 czerwca 1936 w Dreźnie, zm. 1 sierpnia 2021) – niemiecki lekarz, profesor medycyny sądowej Uniwersytetu Kolońskiego.
Autor modelu pozwalającego określić przybliżony czas zgonu, tzw. nomogramu Henssgego.

## Życiorys
Dzieciństwo spędził w Dreźnie, gdzie ukończył też szkołę powszechną i w 1954 roku zdał egzamin maturalny. Rozpoczął studia medyczne na Uniwersytecie Fryderyka Wilhelma w Berlinie, które ukończył w 1960 roku. W 1962 roku uzyskał tytuł doktora nauk medycznych na podstawie pracy Die Kriminalität perinatal hirngeschädigter Jugendlicher.

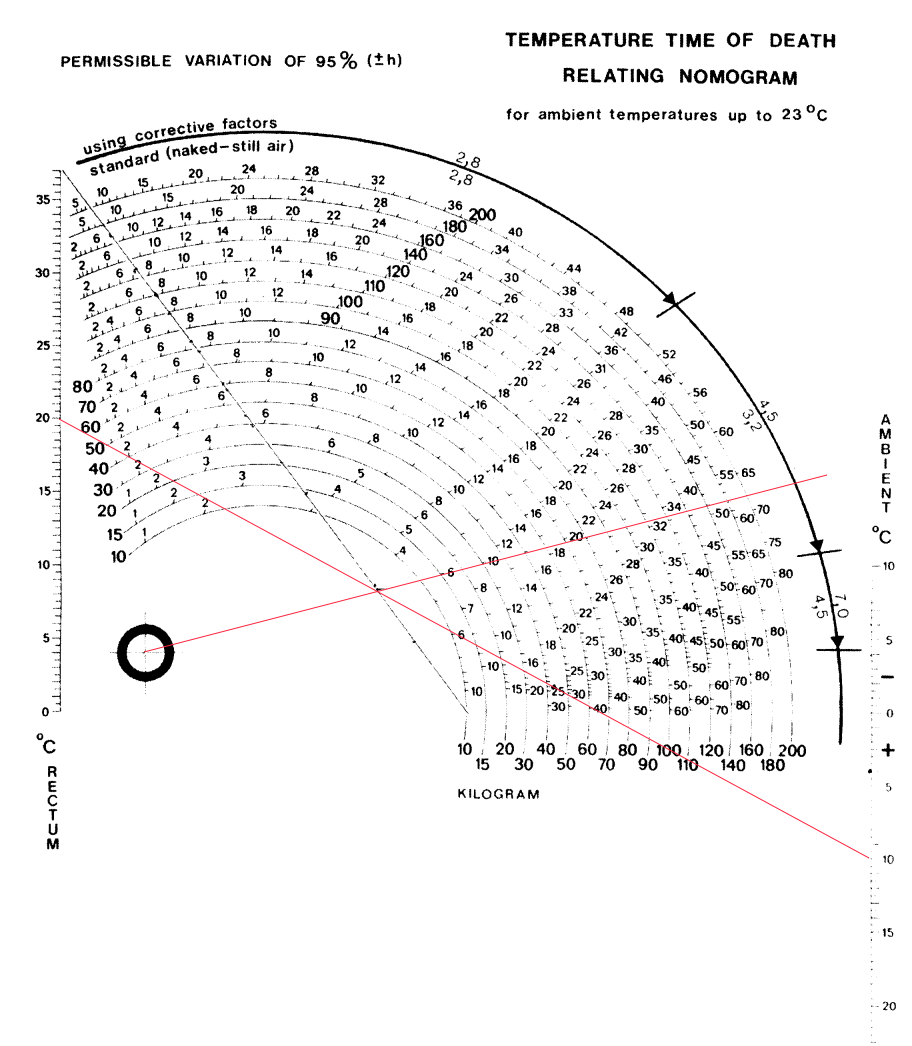
Nomogram Henssgego.

Od 1961 do 1962 był asystentem w Instytucie Fizjologii Instytutu Medycyny Pracy w Berlinie Lichtenberg. Następnie był asystentem prof. Adolfa na Uniwersytecie Humboldtów w Berlinie. W 1966 roku uzyskał tytuł specjalisty fizjologii. Od 1970 do 1975 kierował zakładem diagnostyka czynnościowej i fizjologii wysiłku Głównej Poradni Medycyny Sportowej w Berlinie, w międzyczasie został ponownie oddelegowany do Instytutu Fizjologii Uniwersytetu Humboldta. W 1975 roku rozpoczął kształcenie w kierunku medycyny sądowej, zostając asystentem prof. Otto Prokopa w Instytucie Medycyny Sądowej w rodzimej uczelni. 
W 1980 roku Henßge został specjalistą medycyny sądowej. 12 maja 1982 roku uzyskał habilitację na Uniwersytecie Humboldta w Berlinie na podstawie pracy Methoden zur Bestimmung der Todeszeit – Leichenabkühlung und Todeszeitbestimmung. W 1983 przeniósł się z NRD do Niemiec Zachodnich i został kierownikiem Instytutu Medycyny Sądowej na Uniwersytecie w Münster. 18 stycznia 1986 roku Henßge został mianowany profesorem nauk medycznych. W 1988 roku opublikował monografię Methoden zur Bestimmung der Todeszeit an Leichen. Do 1993 roku profesor Katedry Medycyny Sądowej na Uniwersytecie w Kolonii, następnie dyrektor Instytutu Medycyny Sądowej na Uniwersytecie w Essen. W 2003 roku przeszedł na emeryturę. 
W swojej pracy naukowej skupiał się nad określaniem czasu śmierci na podstawie spadku temperatury głębokiej ciała, analizą innych metod ustalania czasu zgonu oraz badaniami nad matematycznym opisem tempa procesu wychładzania zwłok i nomogramami.
Członek honorowy Niemieckiego Towarzystwa Medycyny Sądowej (niem. Deutsche Gesellschaft für Rechtsmedizin). 
Zmarł w 2021 roku.